# Scottish FA Cup 1947/48
Der Scottish FA Cup wurde 1947/48 zum 63. Mal ausgespielt. Der wichtigste Fußball-Pokalwettbewerb im schottischen Vereinsfußball wurde vom Schottischen Fußballverband geleitet und ausgetragen. Er begann am 17. Januar 1948 und endete mit dem Wiederholungsfinale am 21. April 1948 im Hampden Park von Glasgow. Als Titelverteidiger startete der FC Aberdeen in den Wettbewerb, der im Finale des Vorjahres gegen Celtic Glasgow gewonnen hatte. Im diesjährigen Endspiel um den Schottischen Pokal standen sich die Glasgow Rangers und Greenock Morton gegenüber. Für die Rangers war es das insgesamt 19. Endspiel im schottischen Pokal seit 1877. Morton erreichte das Finale zum zweiten Mal nach 1922 in dem die Rangers mit 1:0 besiegt wurden. Die Mannschaft der Rangers aus Glasgow gewann nach einem 1:1 das Wiederholungsendspiel mit 1:0 nach Verlängerung durch ein Tor von Billy Williamson, was den 11. Pokalsieg seit 1894 bedeutete. In der Saison 1947/48 wurde Hibernian Edinburgh zum 2. Mal Schottischer Meister. Vizemeister wurden die Rangers, Morton entging nur knapp dem Abstieg. Den Ligapokal gewann der FC East Fife.

## 1. Runde
Ausgetragen wurden die Begegnungen am 17. und 24. Januar 1948. Das Wiederholungsspiel fand am 31. Januar 1948 statt. 20 Vereine erhielten in der 1. Runde ein Freilos.
|                    | Ergebnis  |                     |
| ------------------ | --------- | ------------------- |
| Albion Rovers      | 0:2       | Hibernian Edinburgh |
| FC Arbroath        | 9:1       | FC Babcock & Wilcox |
| Ayr United         | 1:2       | Greenock Morton     |
| Berwick Rangers    | 2:4       | FC Cowdenbeath      |
| FC Dundee          | 2:4       | Heart of Midlothian |
| FC East Fife       | 2:0       | FC Kilmarnock       |
| FC Caledonian      | 1:6       | FC Falkirk          |
| FC Clachnacuddin   | 0:2       | FC St. Johnstone    |
| FC Motherwell      | 2:2 n. V. | Hamilton Academical |
| Queen of the South | 1:0       | FC Stenhousemuir    |
| FC St. Mirren      | 8:0       | Shawfield Amateurs  |
| FC Stranraer       | 0:1       | Glasgow Rangers     |

### Wiederholungsspiel
|                     | Ergebnis |               |
| ------------------- | -------- | ------------- |
| Hamilton Academical | 0:2      | FC Motherwell |

## 2. Runde
Ausgetragen wurden die Begegnungen am 7. Februar 1948.
|                     | Ergebnis  |                       |
| ------------------- | --------- | --------------------- |
| Airdrieonians FC    | 2:1       | Heart of Midlothian   |
| Alloa Athletic      | 0:1       | Queen of the South    |
| Celtic Glasgow      | 3:0       | FC Cowdenbeath        |
| FC Clyde            | 2:1       | Dunfermline Athletic  |
| FC East Fife        | 5:1       | FC St. Johnstone      |
| Hibernian Edinburgh | 4:0       | FC Arbroath           |
| FC Montrose         | 2:0       | FC Duns               |
| Greenock Morton     | 3:2       | FC Falkirk            |
| FC Motherwell       | 1:0       | Third Lanark          |
| Nithsdale Wanderers | 0:5       | FC Aberdeen           |
| Partick Thistle     | 4:3 n. V. | Dundee United         |
| FC Peterhead        | 1:2       | FC Dumbarton          |
| FC Queen’s Park     | 8:2       | FC Deveronvale        |
| Glasgow Rangers     | 4:0       | Leith Athletic        |
| Stirling Albion     | 2:4       | Raith Rovers          |
| FC St. Mirren       | 2:0       | FC East Stirlingshire |

## Achtelfinale
Ausgetragen wurden die Begegnungen am 21. Februar 1948.
|                     | Ergebnis |                    |
| ------------------- | -------- | ------------------ |
| Airdrieonians FC    | 3:0      | Raith Rovers       |
| Celtic Glasgow      | 1:0      | FC Motherwell      |
| FC Dumbarton        | 0:1      | FC East Fife       |
| Hibernian Edinburgh | 4:2      | FC Aberdeen        |
| FC Montrose         | 2:1      | Queen of the South |
| Greenock Morton     | 3:0      | FC Queen’s Park    |
| Glasgow Rangers     | 3:0      | Partick Thistle    |
| FC St. Mirren       | 2:1      | FC Clyde           |

## Viertelfinale
Ausgetragen wurden die Begegnungen am 6. März 1948.
|                     | Ergebnis |                 |
| ------------------- | -------- | --------------- |
| Airdrieonians FC    | 0:3      | Greenock Morton |
| Celtic Glasgow      | 4:0      | FC Montrose     |
| Hibernian Edinburgh | 3:1      | FC St. Mirren   |
| Glasgow Rangers     | 1:0      | FC East Fife    |

## Halbfinale
Ausgetragen wurden die Begegnungen am 27. März 1948.
|                 | Ergebnis     |                     |
| --------------- | ------------ | ------------------- |
| Greenock Morton | *1:0 n. V. * | Celtic Glasgow      |
| Glasgow Rangers | *1:0 *       | Hibernian Edinburgh |

## Finale
| Glasgow Rangers                          | Glasgow Rangers | Greenock Morton | Greenock Morton |
| ---------------------------------------- | --- | --- | --------------- |
| Glasgow Rangers                          | \| Finale \| \| 17. April 1948 in Glasgow (Hampden Park) \| \| Ergebnis: 1:1 (1:1)[1] \| \| Zuschauer: 131.975[2] \| \| Spielbericht \|                                                      | \| Finale \| \| 17. April 1948 in Glasgow (Hampden Park) \| \| Ergebnis: 1:1 (1:1)[1] \| \| Zuschauer: 131.975[2] \| \| Spielbericht \|                                             | Greenock Morton |
| Glasgow Rangers                          | Bobby Brown – George Young, Jock Shaw, Ian McColl, Willie Woodburn, Sammy Cox, Eddie Rutherford, Torrance Gillick, Willie Thornton, Willie Findlay, Jimmy Duncanson Cheftrainer: Bill Struth | Jimmy Cowan – Jimmy Mitchell, John Whigham, Billy Campbell, Alex Millar, Jimmy Whyte, John Hepburn, Eddie Murphy, Davie Cupples, Tommy Orr, Colin Liddell Cheftrainer: Jimmy Davies | Greenock Morton |
| Glasgow Rangers                          | Torrance Gillick | Jimmy Whyte | Greenock Morton |
| Finale                                   | | |                 |
| 17. April 1948 in Glasgow (Hampden Park) | | |                 |
| Ergebnis: 1:1 (1:1)                      | | |                 |
| Zuschauer: 131.975                       | | |                 |
| Spielbericht                             | | |                 |

## Wiederholungsfinale
| Glasgow Rangers                          | Glasgow Rangers | Greenock Morton | Greenock Morton |
| ---------------------------------------- | --- | --- | --------------- |
| Glasgow Rangers                          | \| Finale \| \| 21. April 1948 in Glasgow (Hampden Park) \| \| Ergebnis: 1:0 n. V. \| \| Zuschauer: 133.750[3] \| \| Spielbericht \|                                                           | \| Finale \| \| 21. April 1948 in Glasgow (Hampden Park) \| \| Ergebnis: 1:0 n. V. \| \| Zuschauer: 133.750[3] \| \| Spielbericht \|                                                | Greenock Morton |
| Glasgow Rangers                          | Bobby Brown – George Young, Jock Shaw, Ian McColl, Willie Woodburn, Sammy Cox, Eddie Rutherford, Torrance Gillick, Willie Thornton, Billy Williamson, Jimmy Duncanson Cheftrainer: Bill Struth | Jimmy Cowan – Jimmy Mitchell, John Whigham, Billy Campbell, Alex Millar, Jimmy Whyte, John Hepburn, Eddie Murphy, Davie Cupples, Tommy Orr, Colin Liddell Cheftrainer: Jimmy Davies | Greenock Morton |
| Glasgow Rangers                          | 1:0 Billy Williamson | | Greenock Morton |
| Finale                                   | | |                 |
| 21. April 1948 in Glasgow (Hampden Park) | | |                 |
| Ergebnis: 1:0 n. V.                      | | |                 |
| Zuschauer: 133.750                       | | |                 |
| Spielbericht                             | | |                 |